# Koło Kobiet Korony i Litwy
Koło Kobiet Korony i Litwy – tajna kobieca organizacja  polityczno-oświatowa działająca w latach 1886-1906.
Powstała w 1886 w Warszawie jako tajna i mająca działać we wszystkich zaborach organizacja, początkowo pod nazwą Koła Kobiet Korony, Litwy i Rusi. W 1888 organizacja podporządkowała się Lidze Polskiej Na czele Koła stał Zarząd, którego prezeską była Cecylia Niewiadomska. Głównym celem Koła miało być przygotowanie kobiet do walki o niepodległość kraju. W programie podkreślano nierozerwalną więź wszystkich ziem polskich oraz konieczność przygotowania całego narodu do przyszłej walki o wyzwolenie kraju. Koło prowadziło prace uświadamiające wśród ludu, organizowało obchody narodowe oraz kolportowało tajną prasę i wydawnictwa okolicznościowe sprowadzane z Galicji. W ramach Koła istniała sekcja samopomocy i opieki nad aresztowanymi przez carat. Dzięki energii pierwszej przewodniczącej w organizacji udało się skupić szereg działaczek o różnych sympatiach politycznych. Należały do nich m.in.: Jadwiga Dziubińska, Iza Moszczeńska, Zofia Daszyńska-Golińska, Maria Wysłouchowa, Jadwiga Jahołkowska, Teodora Męczkowska, Maria Dzierżanowska i Teresa Ciszkiewiczowa. Z Kołem współpracowały także pierwsze polskie socjalistki: Maria Paszkowska, Marta Marchlewska i Estera Golde-Stróżecka.
W 1900 roku Koło opuściły działaczki związane z Ligą Narodową, m.in.: Teresa Ciszkiewiczową (ówczesna przewodnicząca), Cecylia Niewiadomska, Cecylia Śniegocka, Cecylia Walewska czy Teresa Prażmowska. Grupa ta włączyła się do działalności Towarzystwa Oświaty Narodowej. W Kole pozostały działaczki o poglądach lewicowych i postępowych. Organizacja funkcjonowała pod przewodnictwem Stefanii Sempołowskiej do 1906 r.